# Foråret i Prag
Foråret i Prag var en udvikling med reformer for at liberalisere og demokratisere staten, som det kommunistiske parti under ledelse af Alexander Dubček iværksatte i Tjekkoslovakiet fra januar 1968 til 21. august 1968. Pragforåret forsøgte at skabe "socialisme med et menneskeligt ansigt".
Betegnelsen dækker over dels den indenrigspolitiske kamp for at gennemføre reformerne, som især kom til udtryk i hovedstaden Prag, dels i verdenspolitisk sammenhæng den voldsomme reaktion fra Warszawapagtens medlemmer under ledelse af Sovjetunionen. Med magt søgte den at forhindre Tjekkoslovakiets brud med de kommunistiske grundideer (jævnfør Brezjnevdoktrinen).
Reformerne endte med en militær invasion fra Warszawapagtlandene Sovjetunionen, Polen, Ungarn og Bulgarien den 21. august 1968. Der blev indsat en Moskva-venlig tjekkoslovakisk regering og partiledelse.
Forløbet kan sammenlignes med Revolutionen i Ungarn 1956, men Prag-foråret var en fredelig og langsommere proces, indtil invasionen.

## Historisk sammenhæng
Pragforåret var et led i en række forsøg på at reformere kommunismen eller gøre oprør mod kommunistiske diktaturer. Stormagterne havde på Jaltakonferencen mod slutningen af 2. verdenskrig opdelt Europa i en vestlig og østlig (sovjetisk) interessezone. Grænsen herimellem blev senere til jerntæppet mellem vestblokken og østblokken. Efter afslutningen af krigen blev det østlige Europa besat af sovjetisk militær. Ved hjælp af kup eller valgsvindel overtog kommunisterne magten i Central- og Østeuropa i løbet af 1946-48.

### Magtovertagelse i Tjekkoslovakiet
I Tjekkoslovakiet var der delvis frie valg i 1946, hvor det tjekkoslovakiske og det slovakiske kommunistparti tilsammen fik 38 % af stemmerne (114 af 300 mandater). Der blev dannet en regering af fem partier med 26 ministre, hvoraf kommunisterne havde ni poster. Statsministeren var kommunisten Klement Gottwald. Efter statskuppet i 1948 overtog kommunisterne magten fuldstændig, støttet af Stalin og Sovjetunionen.

### Tidlige opstande i Østeuropa
Andre protester eller oprør mod de kommunistiske regimer var:
- Arbejderopstanden i Østberlin i 1953, hvor sovjetiske tropper slog oprøret ned
- Opstandene i Poznan i Polen i 1956, i Stettin og Gdansk m.fl. i 1970, i Lublin 1980 og folkestrejker i 1981 og 1988
- Den ungarske revolution i 1956, som også endte med sovjetisk invasion

### Tøbrud i 1980'erne
I Polen blev oprettelsen af det frie fagforbund Solidaritet i 1980 bekæmpet af det kommunistiske regime, der indførte undtagelsestilstand i 1981-83 og blev til et militærdiktatur under general Jaruzelski. Han anmodede om sovjetisk intervention, men Sovjetunionen sagde nej.
Reformerne kendt som glasnost og perestrojka under Gorbatjovs ledelse i Sovjetunionen i 1986-91 mindede på mange måder om Tjekkoslovakiets bestræbelser i 1968. Formålet var ikke at afskaffe socialismen eller kommunistpartiets ledende rolle, men at demokratisere samfundet, tillade diskussion og liberalisere økonomien.
Efter Gorbatjov blev det mindre sandsynligt at Sovjetunionen ville gribe ind i andre landes forhold. De kommunistiske regimer ophørte efter revolutioner i hele Østeuropa:
- I DDR var der i maj-oktober 1989 protester mod valgsvindel, en bølge af flugt til vest og demonstrationer mod regeringen, hvilket kulminerede med Berlinmurens fald 9. november 1989, frie valg og genforeningen i 1990
- I Polen blev der afholdt forhandlinger mellem oppositionen og regimet i 1988 og frie valg i 1989
- I Bulgarien begyndte protesterne med demonstrationer mod miljøproblemer i efteråret 1989. Den kommunistiske leder Zhivkov blev afsat dagen efter Berlinmurens fald. Kommunistpartiet indførte en reformkurs, og der blev afholdt samtaler med oppositionen og frie valg i 1990, som blev vundet af det tidligere kommunistparti (nu socialister) med 47 % af stemmerne.
- I Rumænien var der et oprør i Brașov i 1987. I foråret 1989 skrev seks fremstående kommunister et åbent brev med kritik af præsident Ceauşescu, hans økonomiske politik og undertrykkelse af menneskerettighederne. I december 1989 gav Ceauşescu ordre til at nedkæmpe demonstranter, men militæret skiftede side. Ceauşescu blev efter få dage henrettet i en summarisk proces. Kampene udartede sig til en kortvarig borgerkrig med 1100 ofre. Reformkommunisten Iliescu og reformbevægelsen Fronten for nationens frelse overtog magten. Iliescu fortsatte efter de frie valg i maj 1990, men der var voldelige sammenstød mellem oppositionen og prokommunister både før og efter valget. Minearbejdere afholdt protester flere gange i 1990'erne. Der har i de senere år været retssager om begivenhederne i 1989-90.

### Fløjlsrevolutionen i 1989
I Tjekkoslovakiet fandt fløjlsrevolutionen sted via folkelige protester i november 1989, og kommunisterne opgav magten i december. Reformlederen fra 1968, Alexander Dubček, blev valgt til parlamentsformand, og oppositionslederen Václav Havel blev præsident. Der blev afholdt frie valg i juni 1990. De sidste sovjetiske tropper forlod landet i juni 1991.

## Tidslinje for Pragforåret[1]

### Januar 1968
- 3.-5.	Plenarmøde i det tjekkoslovakiske kommunistpartis centralkomité.
- 4.-5. 	Det bliver kendt, at Antonin Novotný har planer om et kupforsøg mod de progressive ved hjælp af hæren.
- 5.	Ved en afstemning bliver Novotny afsat som partiets førstesekretær, og kompromiskandidaten Alexander Dubček bliver valgt.
- 22.	Vasiľ Biľak bliver valgt af det slovakiske kommunistparti som førstesekretær i stedet for Dubček.
- 29.-30.	Dubček er i Moskva indbudt af den sovjetiske centralkomité for at drøfte det sovjetisk-tjekkoslovakiske forhold og den internationale kommunistiske bevægelses tilstand. Kommunikeet bemærker, at samtalerne foregik i en atmosfære af "hjerteligt venskab, oprigtighed og venlig forståelse", og at man nåede "fuldstændig enighed" om alle emner, der blev diskuteret.

### Februar 1968
- 1.-3.	Dubček taler ved den 7. kongres for kollektivbrug og opridser planer, der skal øge tempoet i socialismens udvikling ved at forøge det socialistiske demokrati på alle områder. Han annoncerer et ”handlingsprogram”, der skal udarbejdes, men fastholder den hidtidige linje i udenrigspolitikken. Josef Smrkovský taler i Radio Prag for, at man bør adskille partiets og regeringens administrative organer.
- 6.	Kommunistpartiets præsidium mødes og vælger grupper, der skal formulere politikken, men som ikke tilhører partiapparatet.
- 16. Partiets ideologiske kommission godkender adskillelsen af parti og stat. Jiří Hendrych bliver formand for kommissionen.
- 19.	Vaclav Prchlik bliver ny chef for centralkomiteens afdeling for statsadministration (sikkerhedstjenesten). Han er Dubček-tilhænger og erstatter Mamula, kaldet "mini-Berija".
- 22.	Festligheder i anledning af 20-årsdagen for det kommunistiske kup i 1948. Der afholdes et fællesmøde mellem partiets centralkomité, regeringen og den Nationale Front, hvor Warszawapagtens ledere deltager. Leonid Bresjnev lægger vægt på udviklingen af det internationale, kommunistiske fællesskab og roser de tjekkoslovakiske anstrengelser imod nationalismen.
- 25.	Generalmajor Jan Sejna flygter til USA.
- 28.	Marskal Yakubovsky, der er øverstkommanderende for Warszawapagten, ankommer til Prag og mødes med Dubček, Novotny, forsvarsminister Bohumir Lomsky.

### Marts 1968
- 5.	Partipræsidiet holder møde: detaljerede rapporter om centralkomiteens plenummøder i december og januar sendes til de store organisationer, og det vedtager gensidig information mellem alle dele af partiet. Man diskuterer også presseloven. Den progressive Josef Spacek afløser Jiří Hendrych som chef for partiets ideologiske kommission.
- 7.	Det tjekkoslovakiske partipræsidium diskuterer oprettelsen af en National Front og partiets position i den.
- 8.	Den tjekkoslovakiske hærs generalstab offentliggør et "åbent brev" om general Sejnas afhopning. Det indeholder direkte angreb på Novotný og Mamula og forlanger deres tilbagetræden.
- 9.-10.	I alt 67 konferencer med kommunistpartiets distrikt- og regionalorganisationer, hvor 17-18 fra partipræsidiet deltager. Præsidiet vedtager aktivisering af partiets liv med et aktionsprogram og nye valg med hemmelig afstemning.
- 12.	Præsidiet i det tjekkoslovakiske folkeparti holder møde og nedsætter kommissioner, der har til opgave af aktivere en selvstændig partipolitik. Valgkommissionen for den Nationale Front holder møde og beslutter, at valg skal afholdes efter planen (den 19. maj). Valgene skal være hemmelige, og kommissionen forslår ændringer af valgloven.
- 13.	Kommunistpartiets gruppe i det centrale fagforbundsråd (URO) holder møde. Der bliver fremsat kritik af den hidtidige praksis, og man forlanger, at fagforeningerne selv skal formulere deres stillingtagen, politik og program. Tre af de ledende fagforbundsledere træder tilbage. Sovjetunionen bliver kritiseret i Prag Radio for tavshed om udviklingen i Tjekkoslovakiet.
- 14.	Viceforsvarsminister generaloberst Janko begår selvmord, da det bliver kendt, at han har været indblandet i et fejlslagent militærkup. Nationalforsamlingens præsidium vedtager en mistillidserklæring mod rigsadvokat Jan Bartuska og indenrigsminister Jan Kudrna. Den konservative Michal Chudik, der er formand for det slovakiske nationalråd, indgiver sin afskedsbegæring. Den bliver ikke accepteret, og i stedet foretages der en offentligt mistillidsafstemning om Chudiks tilbagekaldelse. Det slovakiske nationalråd foreslår, at der bliver lavet en forfatning, som gør Tjekkoslovakiet til en ægte føderation.
- 13.-15.Partipræsidiet holder møde og udsteder erklæringer om

1. ) Personændringer skal forelægges næste plenummøde i centralkomitéen;
2. ) Ophør af alle "omskolinger";
3. ) Skridt til rehabilitering;
4. ) "Mere effektive valg";
5. ) Advarsel mod ekstremistiske handlinger.

- 16.	Den centrale udgivelsesbestyrelse (den øverste censurinstans), som er en kommunistisk organisation, forlanger et ophør af censur.
- 18.	Dubček taler i Brno og støtter kommunistpartiets progressive politik. Han opridser punkter i aktionsprogrammet (uafhængige domstole osv.) og fastholder båndene til Sovjetunionen og andre socialistiske lande.
- 19.	Det tjekkoslovakiske kommunistpartis avis, Rude Pravo, slår følge med andre aviser og erklærer sin delvise uafhængighed ved at fastslå, at den må yde sit uafhængige bidrag til skabelsen af partiets politik.
- 20.	Telegrambureauet Ceteka offentliggør forberedelse af et forslag til en sammenslutning af ungdomsorganisationer efter sociale, aldersmæssige, interessemæssige og muligvis nationale retningslinjer.
- 22.	Novotny træder tilbage som præsident "af helbredsmæssige grunde".
- 23.	Møde i Dresden: Dubček mødes med lederne fra Sovjetunionen, DDR, Ungarn, Polen og Bulgarien for at udveksle synspunkter. De tjekkiske repræsentanter forklarer iværksættelsen af beslutningerne fra januars plenummøde. Det offentliggøres, at man vil holde et økonomisk topmøde i den nærmeste fremtid (hvad der afspejler Sovjetunionens og andres uro over formen for socialisme i Tjekkoslovakiet). Plenarmøde i det centrale fagforbundsråd (UROK): Flere ledere træder tilbage, og man beslutter at sammenkalde en national konference af fagforeninger, som skal behandle fagforeningernes funktion og rolle, den forøgede ansvarlighed hos de lavere fagforeninger og en ny definition af det slovakiske fagforeningsråds status.
- 25.	Kommunistpartiets præsidium vedtager et forslag til regeringen om at reorganisere den, så den bliver "statsmagtens øverste organ" og anbefaler en totrins overgang til et arrangement med en føderal forfatning.
- 28.	Plenummøde i centralkomiteen medfører store udskiftninger i politbureauet, og kun Dubček, Oldřich Černík og Kolder er tilbage fra det politbureau, der eksisterede frem til den 5. januar. Partiets aktionsprogram bliver vedtaget, og partiets sanktioner mod forfattere bliver omstødt samtidig med, at man tager skridt til rehabilitering og valg.
- 30.	Ludvík Svoboda bliver valgt til præsident, efter at han først var nomineret af partiet og godkendt af Moskva.

### April 1968
- 8.	Černik danner ny regering og præsenterer en liste på 29 medlemmer for præsident Svoboda. Kun ti var med i den foregående regering. Partiet insisterer ikke længere på, at dets førstesekretær også skal være formand for den Nationale Front. I stedet bliver Frantisek Kriegel valgt.
- 15.	Indledning af nye undersøgelser af Jan Masaryks død.
- 16.	Prag Radio melder om en ansøgning fra "Klubben af ansvarlige ikke-partimedlemmer", som vil registreres i forbindelse med de kommende valg.
- 17.	Nationalkomiteen for Sydmähren indgiver en resolution, der ønsker en tredelt føderation med Mähren-Slesien som en selvstændig stat. Kommunistpartiets præsidium forbereder en ekstraordinær partikongres i 1969.
- 17.-18.Centralkomiteen for forbundet af tjekkoslovakiske forfattere fremlægger en beslutning om at afholde forfatterkongres i efteråret 1968 og om at ville udgive et dagblad, ”Lidove Noviny”.
- 18.	Smrkovský bliver formand for Nationalforsamlingen med 188 stemmer for og 68 imod.
- 23.	Den bulgarske partisekretær, Fjodor Zhivkov, kommer til Prag for at underskrive en traktat om venskab, samarbejde og gensidig bistand. Dubček mødes med den sovjetiske ambassadør, Cervonenko, for at protestere mod de mange kontakter mellem ambassaden og Novotný.
- 24.	General Yakubovsky kommer til Prag for at møde de nye ledere og diskutere forsvarsspørgsmål efter en visit i Østberlin. Černík taler på Nationalforsamlingens plenarmøde, hvor han opridser aktionsprogrammet, bekendtgør en ny presselov, muligheder for udenlandske lån og taler om båndene til den socialistiske verden.
- 26.	Den tjekkoslovakisk-bulgarske 20-årstraktat bliver underskrevet. Den omtaler gensidig suverænitet, ikke-indblanding i interne forhold, lighed mellem staterne. Den nævner også, at Münchenaftalen blev indgået under trusler om magtanvendelse, hvad der gør den ugyldig.
- 28.	Den tidligere slovakiske førstesekretær, Bacilek, bekendtgør, at Sovjetunionen indledte Slansky-sagen i 1951.
- 30.	Det sovjetiske dagblad, Pravda, støtter de nye tjekkoslovakiske ledere og deres aktionsprogram, men omtaler kun dette programs konservative dele.

### Maj 1968
- 1.	1. maj festlighederne kaldes ”spontane". De bliver overværet af Svoboda og Dubček, og nogle bærer progressive plakater. Et sovjetisk tilbud om et lån til Tjekkoslovakiet på 400 millioner dollars bliver offentliggjort. Vladimír Koucký bliver sendt til Moskva som ambassadør.
- 3.	Dubček, Černík, Smrkovský og Vasiľ Biľak rejser til Moskva for at holde et etdagsmøde med Podgorny, Brezhnev, Kosygin, Katushev og Rusakov: det foregår i en "kammeratlig atmosfære". Nationalforsamlingens møde slutter med at udtrykke tillid til regeringen og vedtage en godkendelse af det program, som Černík har fremsat. Forsvarsminister Martin Dzur offentliggør muligheden af omfattende "fælles øvelser" på tjekkoslovakisk territorium.
- 6.	Polakkerne protesterer mod en anti-polsk kampagne i de tjekkiske nyhedsmedier.
- 7.	Dubček vender hjem fra Moskva og bliver interviewet på Prag Radio. Hajek rejser til Moskva. Præsidiet opridser partiets politik vedrørende det kommende centralkomitémøde i maj. Telegrambureauet TASS afviser rapporter om, at sovjetiske agenter skulle have medvirket til Jan Masaryks død. Udenrigsredaktør Hochman angriber den ansvarshavende redaktør, Oldrich Svestka for at undertrykke vigtigt materiale og kræver hans afgang.
- 9.	Sovjetiske hærenheder er set på vej fra Krakow mod den tjekkiske grænse. Befrielsen af Tjekkiet i 1945 markeres med et folkemøde med 100.000 deltagere. Svoboda er til stede og bekendtgør en amnesti til 500 politiske fanger.
- 10. Den østtyske ambassadør, Florin, protesterer over en "forvredet" artikel i Rude Pravo.
- 11.-13. En partikonference for kommunistpartiet sekretærer i regionerne, på lokalt plan og i byområderne godkender Dubčeks linje, men både tilhængere og modstandere kæmper om topposterne.
- 13.	Den sovjetiske marskal Konjev påkalder i Kladno proletariatets militante og revolutionære traditioner og forsvarer de tjekkisk-sovjetiske bånd.
- 14.	Černík, Ota Šik og Gustáv Husák holder pressekonference. Černík fastslår, at regeringen er i gang med at lave udkast til lovforslag om liberaliseringer, og han fastholder samarbejdet med USSR og andre socialistiske lande. Šik antyder muligheden af tosidede handelsaftaler med Vesteuropa. Černík indrømmer, at Tjekkoslovakiet har bedt om et sovjetisk lån og understreger ligeberettigelsen i de socialistiske forhold og landets suveræne ret til at samarbejde med "kapitalistiske lande". Dagbladet Sovetskaya Rossiya kalder Tomáš Masaryk en snigmorder og lejesvend for imperialisterne. Prag Radio afviser det.
- 15.	Polemikken med DDR fortsætter om påståede amerikanske kampvogne i Prag. Præsidiet udtrykker sin tillid til Svestka. Smrkovský aflægger rapport til Nationalforsamlingen om delegationens besøg i Moskva. De sovjetiske ledere har erklæret, at de ikke vil blande sig i interne forhold. Lånet er diskuteret. Der verserer rygter om muligheden for et fransk lån, hvis Sovjetunionen ikke betragter det som indblanding i forholdet mellem Tjekkoslovakiet og Sovjetunionen. Den jugoslaviske udenrigsminister afslutter et 3-dags besøg og støtter de tjekkiske tiltag. Konstituerende møde i Klub 231 (tidligere politiske fanger under det kommunistiske styre) bliver udsat på ubestemt tid af regeringen.
- 17.	Marskal Grechko og general Yepishev ankommer til Prag efter invitation fra forsvarsminister Dzur. Alexei Kosygin ankommer for at tilbringe 10 dage i Karlovy Vary på et kurophold. Smrkovský offentliggør en artikel i Rude Pravo med en advarsel om faren fra de konservative og en anmodning om, at de træder tilbage. Tjekkoslovakiets første ambassadesekretær afleverer en protest mod Berliner Zeitungs rapport fra den 9. maj om amerikanske og vesttyske kampvogne i Prag.
- 20.	Šik taler til den Tjekkoslovakiske Økonomsammenslutning og foreslår oprettelse af arbejderråd for at øge styringsmulighederne under den nye økonomiske politik.
- 21.	Bratislava Radio bringer en erklæring fra Dzur om samtaler med sovjetiske ledere, hvoraf det fremgår, at de planlagte fælles Warszawapagtøvelser vil blive afholdt, men som storstilede stabsøvelser. Den sovjetiske delegation forlængede besøget med en dag for at kunne deltage i det tjekkoslovakiske militærråds møde om "hærens kampeffektivitet og opbygning". Der nævnes intet om sovjetiske planer om at udstationere en hærdivision ved Tjekkoslovakiets østgrænse. Svoboda besøger Slovakiet og roser Sovjetunionens rolle i befrielsen af Tjekkoslovakiet. Han understreger vigtigheden af forholdet mellem Tjekkoslovakiet og Sovjetunionen.
- 22.	Det jugoslaviske kommunistpartis præsidium og eksekutivkomité støtter offentligt udviklingen i Tjekkoslovakiet. Willy Brandt bliver citeret for at have oplysninger om en Warszawapagtplan om at stationere 10-12.000 fremmede tropper i Tjekkoslovakiet. Dzur benægter rygtet.
- 21.-22. Kommunistpartiets centralkomités præsidium mødes med centralkomitéens sekretariat. Man afviser dannelse af nye politiske partier og forsøg på at gendanne det Socialdemokratiske Parti og på at splitte ungdomsunionen.
- 20.-23. Den syvende kongres for kooperative bønder foreslår dannelsen af en sammenslutning af kooperativbønder.
- 25.	Kosygin spiser frokost med Černík og tager hjem efter seks dage (ikke de planlagte 10 dage). En planlagt pressekonference før afrejsen bliver aflyst. Indenrigsministeriet bekendtgør, at dannelse af politiske partier er uden for lovens rammer.
- 22.-24. ændringer i sammensætningen af det slovakiske kommunistpartis centralkomité bliver godkendt på et centralkomitémøde. De konservative Saboluk, Dvorsky og Cvik bliver afskediget. Pavlek og Sebesta bliver rehabiliteret.
- 29	Centralkommitémødet i Tjekkoslovakiets kommunistparti modtager talrige breve, der støtter den progressive linje og opfordrer til at Novotny, Lastovicka, Lomsky, Simunek, Chudik og Pastyrik bliver udstødt (det kræver 2/3 majoritet at udstøde et medlem, og de konservative har ca. 1/3).
- 30.	Forsvarsministeriet bekendtgør, at juni måneds militærøvelser vil komme til at bestå af stabene, forsyningsenheder og signaltropper. Cisar meddeler, at en ny, liberal presselov er under forberedelse. Prag Radio oplyser, at censurorganet, den Centrale Udgivelsesbestyrelse, vil blive nedlagt omkring midten af juni.

### Juni 1968
- 1.	På centralkomitémødet bliver Novotný udstødt af centralkomitéen, og hans medlemskab af partiet bliver midlertidigt ophævet. Bacilek, David, Koehler, Rais, Siroky og Urvalek får også deres partimedlemsskab midlertidigt ophævet. Ingen af de seks deltog i mødet. Den ekstraordinære partikonference bliver indkaldt til den 9. september. Dubček giver en oversigt over partiets 8-punkt program og støtter idéen om en kommunistisk ledet National Front.
- 4.-14.	En delegation fra den tjekkoslovakiske Nationalforsamling under ledelse af Smrkovský besøger Sovjetunionen.
- 6.	Nationalforsamlingens komité for forsvar og sikkerhed holder sit andet møde, hvor L. Hoffmann bliver komitéens formand. V. Salgovic bliver viceindenrigsminister og chef for det hemmelige politi.
- 7.	Regeringens komité til forberedelse af en forfatning for føderationen (Tjekkiet og Slovakiet) holder sit første møde under Husáks ledelse.
- 13.-15.En delegation fra Tjekkoslovakiets regering og kommunistparti er på officielt besøg i Ungarn. Landene underskriver en traktat om venskab, samarbejde og gensidig hjælp.
- 17.-18.Udenrigsminister Hajek er på besøg i DDR for at diskutere det indbyrdes forhold, europæisk sikkerhed og aktuelle tyske problemer.
- 18.	Indledning af Warszawapagtens ”stabsøvelse” i det vestlige Bøhmen under marskal Yakubovskys kommando.
- 19.	Landsdækkende samling af kommunistiske partimedlemmer inden for Folkemilitsen som svar på talrige krav om, at den skal nedlægges eller underlægges forsvarsministeriet.
- 20.	Det slovakiske kommunistparti indkalder centralkomitémøde til oktober. Et fællesmøde for alle komitéer i Nationalforsamlingen vedtager fundatsen for det Tjekkiske Nationalråd. Husák lover en forfatningsmæssig løsning på nationalitetsspørgsmålene (indbefattet det tyske mindretal).
- 27	Manifestet "To tusinde ord, som er rettet til arbejdere, bønder, embedmænd, kunstnere og alle andre" bliver offentliggjort i tidsskrifterne Prace, Mlada Fronta, Zemedelske Noviny og Literarni Listy. Det er underskrevet af 70 kendte personer inden for landets intellektuelle, kulturelle og politiske liv. Ondrej Klokoc bliver ny forman for det slovakiske Nationalråd.
- 24.-28. Nationalforsamlingen holder møde og vedtager forslaget om føderalstat, ændringer i presseloven, en ny lov om rehabilitering og et angreb fra general Kodaj mod manifestet 2000 ord....
- 27. Centralkomitéens præsidium fordømmer 2000 ord... og betegner det som en klar trussel mod hele demokratiseringsprocessen. Den slovakiske centralkomités præsidium indtager samme holdning.
- 28.	Dubček indbyder på TV alle borgere til at deltage i fornyelsesprocessen.
- 29.	Der afholdes partikonferencer i flere end 100 distrikter.

### Juli 1968
- 1.	Prag Radio bringer nyheden om, at Warszawapagtens øvelser er slut.
- 3.	Ifølge marskal Yakubovsky har Warszawapagtens øvelser nået deres mål og tilbagetrækningen af flere enheder er allerede indledt.
- 8.-9.	Centralkomitéens præsidium besvarer breve fra kommunistpartierne i Bulgarien, Polen, DDR, Ungarn og Sovjetunionen. Desuden behandler man kommunisternes position i den Nationale Front.
- 10.	Nationalforsamlingen vælger de 150 medlemmer til det tjekkiske Nationalråd. Císař bliver valgt som formand.
- 10.-12. Angreb i den sovjetiske presse udtrykker frygt for "kontrarevolutionære kræfter" med henvisning til manifestet "2000 ord...".
- 12.	Pravda bekendtgør officielt, at Warszawapagtsøvelserne er afsluttet.
- 14.-15. Møde mellem lederne af de kommunistiske partier i Sovjetunionen, Bulgarien, DDR, Ungarn og Polen. De tjekkoslovakiske ledere havde forinden afslået at deltage og havde i stedet erklæret sig villige til at holde tosidede samtaler med enhver af deres allierede. "De fem" sender et brev til Prag, hvor de fastslår, at situationen i Tjekkoslovakiet er "fuldstændigt uacceptabel", og de advarer om, at "vi kan ikke godtage, at fremmede indflydelser fører Deres land bort fra socialismen sti og skaber fare for, at Tjekkoslovakiet skal blive revet ud af det socialistiske samfund".
- 15.	General Václav Prchlik, der er kommunistpartiets chef for militære anliggender, opfordrer til en grundlæggende revision af Warszawapagten, som skal give parterne ensartet stemmevægt og forhindre pagten i at blive brugt til politiske formål.
- 16.	Kommunistpartiets præsidium behandler brevet fra de fem Warszawapagtlande. Udkast til et svar er moderat i tonen, men står fast på det centrale og afviser anklagerne og de ultimatumagtige krav i brevet. Præsidiet sammenkalder kommunistpartiets plenum til den 19. juli, hvor svaret på brevet er på dagsordenen. Erklæringer fra præsident Ceaucescu af Rumænien og den jugoslaviske udenrigsminister støtter Tjekkoslovakiet.
- 18.	Dubček gentager den selvsikre holdning, som kommunistpartiets præsidium har indtaget, i en 14 minutter lang tv-tale til nationen. Det slovakiske kommunistpartis centralkomité-plenum fastsætter en dato for det slovakiske partis kongres, så den bliver afholdt før den fælles tjekkoslovakiske partikongres i stedet for efter, som det oprindeligt var planlagt.
- 19.	Mødet i det tjekkoslovakiske kommunistpartis centralkomités plenum vedtager enstemmigt præsidiets udkast til et svar på de fems brev. Det foreslås fra det sovjetiske kommunistparti, at hele det tjekkoslovakiske partipræsidium mødes med sit sovjetiske modstykke i Moskva, Kiev eller Lvov den 22. eller 23. juli.
- 22.	Man offentliggør, at der er grundlæggende enighed om at afholde tosidede møder mellem det tjekkoslovakiske partipræsidium og den sovjetiske ledelse på tjekkoslovakisk territorium. Pravdas lederartikel gentager holdningen i de fems brev og afviser det tjekkoslovakiske svar ved at gentage, at "højrefløjens antisocialistiske kræfter bliver opmuntret og støttet af den imperialistiske reaktion". Det tjekkoslovakiske nyhedsbureau melder om en fremskyndet tilbagetrækning af de sovjetiske styrker, som har deltaget i Warszawapagtens øvelser.
- 23.	Sovjetunionen indleder militære øvelser ved sin vestgrænse, tæt på den Tjekkoslovakiet. Det sovjetiske forsvarsblad, Røde Stjerne, angriber general Prchlik for hans krav om en revision af Warszawapagtens ledelse. Andre sovjetiske aviser retter angreb mod den tjekkoslovakiske ideologi og udenrigspolitik, specielt i forhold til Vesttyskland.
- 25.	Nationalforsamlingens forsvars- og sikkerhedskomité forsikrer om, at forsvaret af landet, forholdet til de allierede, grænserne til kapitalistiske lande, statens suverænitet og dens indre sikkerhed alle er under fuld kontrol. Kommunistpartiets præsidium bekendtgør, at man ophører med politisk kontrol af hæren og sender kontrollens chef, general Prchlik, tilbage til rent forsvarsmæssige opgaver. Det betragtes som et skridt til beroligelse af sovjetledelsen.
- 26.	Literarni Listy offentliggør en anmodning til præsidiet om at stå fast i forhandlingerne med sovjetledelsen. Indsamling af underskrifter og udsendelse af resolutioner fortsætter, mens forhandlingerne står på.
- 27.	Dubček lover i en radio- og tv-tale sin støtte til en demokratisering, der er "fast baseret på den internationale kommunistiske bevægelse".
- 29.juli-1.august. Det tjekkoslovakiske præsidium og det sovjetiske politbureau mødes i Čierna nad Tisou, en slovakisk landsby ved den sovjetiske grænse.

### August 1968
- 1.	Fra et referat ved afslutningen af forhandlingerne i Cierna nad Tisou: Ved fælles indkaldelse skal der afholdes et flersidet møde i Bratislava den 3. august mellem repræsentanter for Tjekkoslovakiet og de andre østbloklande.
- 1.-2. Dubček, Svoboda, Smrkovský og Černík rapporterer alle beroligende fra mødet i Cierna nad Tisou.
- 3.-4.	Møde i Bratislava mellem lederne af kommunistpartierne i Tjekkoslovakiet, Sovjetunionen, Polen, Bulgarien og DDR. Undertegnelsen af en aftale og udsendelsen af et fælles referat er indpakket i formelt sprog, men ses i almindelighed som en sejr for Tjekkoslovakiet. Fælleserklæringen lover "faste bestræbelser på at gøre alt, hvad der er i de undertegnendes magt, for udbygningen af et bredt samarbejde...på grundlag af principperne om lighed, respekt for suverænitet og national uafhængighed, territorial ukrænkelighed, gensidig, broderlig hjælp og solidaritet."[2]
- 4.	Dubček taler til nationen på TV om Bratislavamødet.
- 9.-10. Den jugoslaviske præsident, Tito, besøger Prag efter invitation fra det tjekkoslovakiske kommunistparti.
- 10.	Udkast til nye statutter for kommunistpartiet.
- 11.	Der indledes militærøvelser ved Tjekkoslovakiets østlige, sydøstlige og nordlige grænser.
- 12.	Der er en kølig atmosfære på et møde i Karlovy Vary mellem Dubček og Walther Ulbricht (fra DDR). Mødet varer otte timer, og referatet rummer angreb på Vesttyskland.
- 14.	Pravda genoptager angrebene på Tjekkoslovakiet.
- 15.-17. Den rumænske præsident, Ceaucescu, er på statsbesøg i Tjekkoslovakiet, og der bliver undertegnet en venskabstraktat.
- 15.	Det tjekkoslovakiske forsvarsministerium og hærens ledelse undsiger general Prchlik.
- 16.	Den sovjetiske presse kræver, at Tjekkoslovakiet opfylder Bratislaveaftalen.

Dubček advarer mod alt for meget frihed, og alliancen med Sovjetunionen forbliver den tjekkoslovakiske udenrigspolitiks "alfa og omega".
- 17.	Medlemmer af kommunistpartiets præsidium appellerer om tilbageholdenhed fra den tjekkoslovakiske presses side.
- 18.	To artikler i Pravda angriber Tjekkoslovakiet.
- 18.-19. Der holdes et ekstraordinært møde i det sovjetiske kommunistpartis centralkomite. Her antager man, at beslutningen om invasion af Tjekkoslovakiet allerede er truffet.
- 20.	De storstilede militærøvelser ved den tjekkoslovakiske grænse erklæres afsluttet. Invasionen af Tjekkoslovakiet indledes omtrent kl. 23.

- 21.	Hele Tjekkoslovakiet er besat af styrker fra Sovjetunionen, DDR, Polen, Ungarn og Bulgarien, der angiveligt er kommet for at undertrykke "kontrarevolutionen" i landet. Dubček, Černík, Smrkovský og flere andre ledere bliver arresteret. Det bliver mødt med storstilet, passiv modstand fra befolkningen og en skarp fordømmelse af invasionen fra regeringen, Nationalforsamlingen, kommunistpartiets præsidium og andre organisationer.
- 22.	Den ekstraordinære 14. partikongres for Tjekkoslovakiets kommunistiske parti mødes hemmeligt (på CKD-fabrikkerne) i Prag. Besættelsesstyrkerne forhindrer de fleste af de slovakiske delegater i at møde, men mødedeltagelsen er meget høj.
- 23.	Det mislykkes for besættelsesstyrkerne at etablere en lydregering. Præsident Ludvik Svoboda flyver til Moskva med en lille delegation for at forhandle med den sovjetiske ledelse.
- 23.-26. Den tjekkoslovakiske delegation i Moskva forhandler med sovjetledelsen under stort pres. De arresterede, tjekkoslovakiske lederes slutter sig til forhandlingerne efter præsident Svobodas ufravigelige krav. Forhandlingerne afsluttes, og der bliver udsendt et referat. Den tjekkoslovakiske delegation vender tilbage til Prag. Svoboda og Dubček taler til nationen over én af modstandens radiostationer.
- 28. Premierminister Černík taler til nationen.
- 26.-29. Det slovakiske kommunistpartis ekstraordinære kongres afholdes som planlagt. Den støtter først beslutningerne på den 14. tjekkoslovakiske partikongres, men ændrer så holdning under pres fra Husák. Der bliver valgt en meget fremskridtsvenlig partiledelse. Husák bliver valgt til førstesekretær. Kongressen giver Dubček fuld støtte.
- 29.	Nationalforsamlingens formand, Josef Smrkovský, taler til nationen.
- 30.	Der oprettes et presse- og informationskontor for at "tilrette og kontrollere" massemediernes aktiviteter. Josef Vohnout udnævnes til chef. Fagforeningernes centralråd fastslår, at landet udmærket var i stand til at opbygge socialismen og styrke demokratiet ifølge retningslinjerne i partiets aktionsprogram uden fremmed indblanding. Der afholdes et regeringsmøde om problemerne med "normaliseringen".
- 31. Den Nationale Front udsender en proklamation om situationen i det tjekkoslovakiske kommunistpartis centralkomites plenumforsamling: Dubček har informeret centralkomiteen om forhandlingerne i Moskva, partipræsidiets handlinger er blevet godkendt, og centralkomiteen er blevet udvidet ved optagelsen af 87 delegater fra den 14. partikongres. Endelig er præsidiet udvidet til 22 medlemmer.

## Eksterne links
- Leksikon for det 21. århundrede: Pragforåret Arkiveret 8. oktober 2007 hos  Wayback Machine
- Beatrice Derasadurain: Det tjekkoslovakiske forår i 1968 Arkiveret 14. november 2007 hos  Wayback Machine
- Open Society Archives (Radio Free Europe): What happened to Dubček's friends?, Der Stern 2.8.1970 (Webside ikke længere tilgængelig)
- Jaroslava Gissübelova: Printemps de Prague Arkiveret 16. maj 2008 hos  Wayback Machine
- Jonas Daniliauskas: How significant was Alexander Dubček in the development og reformist communism? Arkiveret 17. november 2007 hos  Wayback Machine
- Open Society Archives (Radio Free Europe): Czechoslovakia in 1968 – A Chronology